# Kaypro
Kaypro Corporation — американский производитель домашних и персональных компьютеров.

## История
Компания была основана Non-Linear Systems для конкуренции с популярным портативным микрокомпьютером Osborne 1. Kaypro выпустила линейку надёжных компьютеров на базе CP/M, которые продавались с обширным пакетом программного обеспечения, потеснив своих конкурентов и быстро стал одной из самых продаваемых серий персональных компьютеров в начале 1980-х.
Kaypro была исключительно предана своей первоначальной клиентской базе, но медленно адаптировалась к изменяющемуся компьютерному рынку и появлению технологий, совместимых с IBM PC. Это в конечном итоге привело к банкротству в 1992.